# Ajin

Fenicki ajin

Aramejski aijn

Ajin – szesnasta litera wielu alfabetów semickich, m.in.: fenickiego, aramejskiego, arabskiego (ع‍) i hebrajskiego (ע). W gematrii reprezentuje liczbę 70. Aijn jest także dwudziestą pierwszą literą alfabetu perskiego.
Oznacza szczelinową dźwięczną spółgłoskę gardłową lub nagłośniową.